# Province de Sanuki
Pour l’article homonyme, voir Sanuki.

Carte des anciennes provinces du Japon avec Sanuki mise en évidence.

La province de Sanuki (讃岐国, Sanuki no kuni) était une ancienne province du Japon qui occupait le nord-est de l'île de Shikoku, qui est aujourd'hui la préfecture de Kagawa. Elle était entourée par les provinces d'Awa et Iyo. La province a été créée au VIIe siècle.
L'ancienne capitale provinciale n'a pas encore été découverte mais elle se situerait près de la ville moderne de Sakaide. Au Moyen Âge, Takamatsu est devenue la ville la plus importante de la province.
Pendant la période Sengoku, la province était dirigée par le clan Miyoshi. Cependant, le clan fut dépossédé de la province par le clan Chosokabe. Le clan Chosokabe perdit lui aussi la province après une défaite face à Toyotomi Hideyoshi.
Pendant la période Edo, la province était divisée en 3 han (fiefs) :
- Takamatsu
- Marugame
- Tadotsu

## Clans de la province
- Le clan Bito est un clan de la province de Sanuki.
- Le clan Sogo est un clan de la province de Sanuki.
- Clan Chosokabe
- Clan Miyoshi